# Dryden Brook
Dryden Brook – rzeka w stanie Nowy Jork, w hrabstwie Delaware. Uchodzi do Cannonsville Reservoir. Zarówno długość cieku, jak i powierzchnia zlewni nie zostały oszacowane przez USGS.